# Grandissement
 (décembre 2023).
Si vous disposez d'ouvrages ou d'articles de référence ou si vous connaissez des sites web de qualité traitant du thème abordé ici, merci de compléter l'article en donnant les références utiles à sa vérifiabilité et en les liant à la section « Notes et références ».
En optique, le grandissement (noté γ) est associé au rapport d'une grandeur de l'objet à son équivalent pour l'image de cet objet à travers un système optique. C'est une grandeur sans dimension, qui permet de relier :
- les dimensions d'un objet perpendiculaire à l'axe optique et de son image dans le cas du grandissement transversal ;
- les angles des rayons passant par un objet et son image par rapport à l'axe optique dans le cas du grandissement angulaire ;
- les dimensions de l'objet parallèle à l'axe optique et de son image sur l'axe optique dans le cas du grandissement longitudinal ;
- les diamètres de la pupille d'entrée et de la pupille de sortie dans le cas du grandissement pupillaire.

## Relations de grandissement

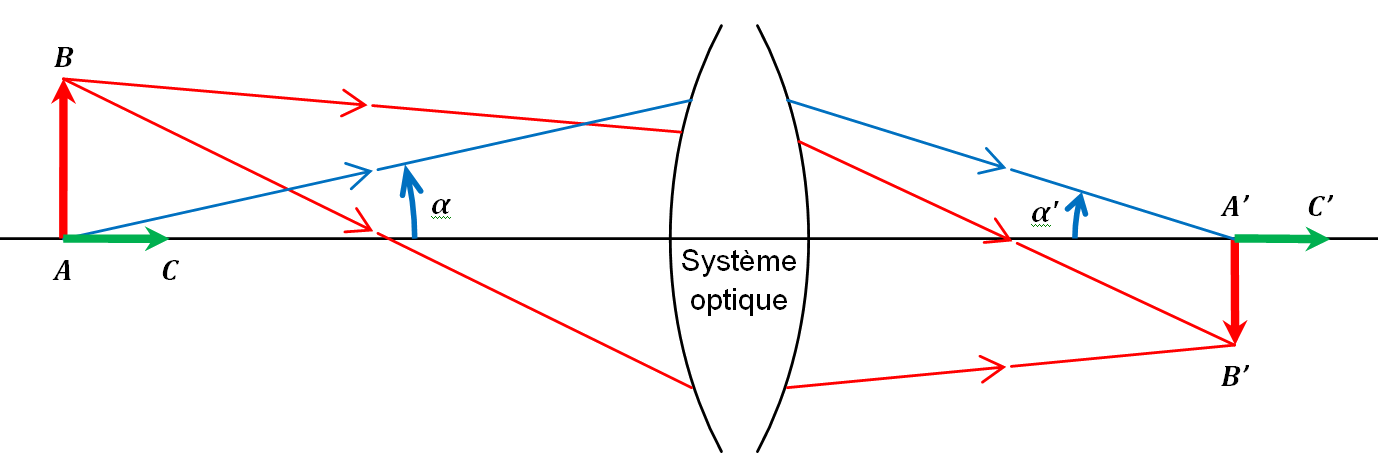
Figure 1. Cas d'un système optique objectif.

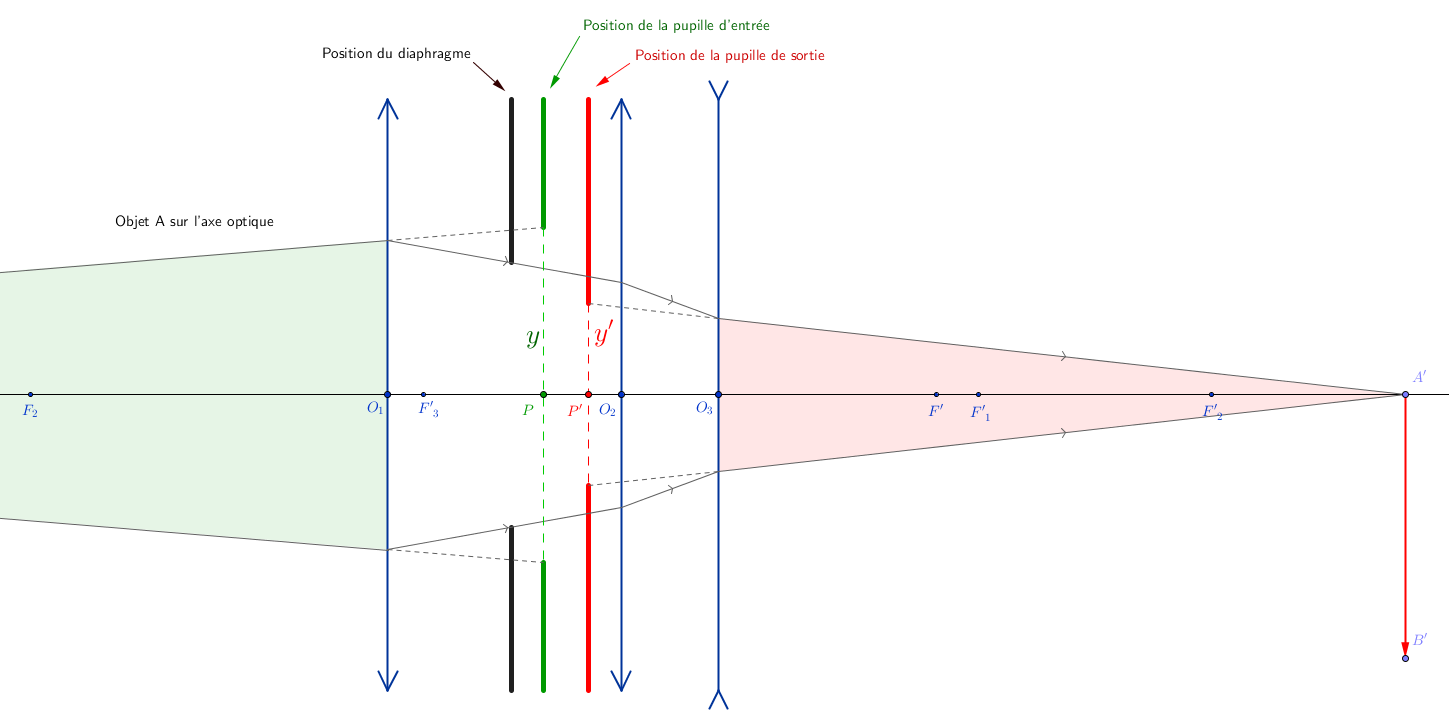
Figure 2. Exemple pour un système optique constitué de 3 lentilles minces. Pupille d'entrée (en vert), pupille de sortie (en rouge) et diaphragme d'ouverture (en noir).

Soient {\displaystyle A'}, {\displaystyle B'} et {\displaystyle C'} les images des objets {\displaystyle A}, {\displaystyle B}, {\displaystyle C} données par un système optique. {\displaystyle A} et {\displaystyle C} sont sur l'axe optique. {\displaystyle B} est un point du plan perpendiculaire à l'axe optique passant par {\displaystyle A}. {\displaystyle y} et {\displaystyle y'} sont respectivement les diamètres des pupilles d'entrée et de sortie du système optique.
| Grandissement           | Formule                                                                |
| ----------------------- | ---------------------------------------------------------------------- |
| Transversal (figure 1)  | {\displaystyle \gamma _{t}={\frac {\overline {A'B'}}{\overline {AB}}}} |
| Angulaire (figure 1)    | {\displaystyle \gamma _{\alpha }={\frac {\alpha \ \!'}{\alpha }}}      |
| Longitudinal (figure 1) | {\displaystyle \gamma _{l}={\frac {\overline {A'C'}}{\overline {AC}}}} |
| Pupillaire (figure 2)   | {\displaystyle \gamma _{p}={\frac {y'}{y}}}                            |

### Propriétés
- Si {\displaystyle \gamma _{t}>0} alors l'image est droite (elle a le même sens que l'objet)[5].
- Si {\displaystyle \gamma _{t}<0} alors l'image est renversée (sens inverse).
- Si {\displaystyle \left|\gamma _{t}\right|>1} alors l'image est plus grande que l'objet.
- Si {\displaystyle \left|\gamma _{t}\right|<1} alors l'image est plus petite que l'objet.

### Cas de la lentille mince
{\displaystyle O} étant le centre optique d'une lentille mince, le grandissement transversal peut s'écrire : {\displaystyle \gamma _{t}={\frac {\overline {A'B'}}{\overline {AB}}}={\frac {\overline {OA'}}{\overline {OA}}}}.
Le grandissement angulaire s'exprime {\displaystyle \gamma _{\alpha }={\frac {\alpha \ \!'}{\alpha }}={\frac {\overline {OA}}{\overline {OA'}}}={\frac {1}{\gamma _{t}}}}.
Si l'on considère une lentille mince convergente de distance focale {\displaystyle f'} et un objet {\displaystyle AB} placé à {\displaystyle d=2.f'} du centre optique de cette lentille alors l'image {\displaystyle A'B'} apparaîtra après la lentille à la même distance {\displaystyle d} et on aura pour le grandissement : {\displaystyle \gamma _{t}=\gamma _{\alpha }=-1}. Une application de cette propriété est la méthode de Silbermann en focométrie.